# حارة التيسير (صنعاء)
حارة التيسير هي إحدى حارات حي معين بمديرية معين إحد مديريات العاصمة اليمنية صنعاء، بلغ تعداد سكانها 9365 نسمة حسب تعداد اليمن لعام 2004.